# سالاپاروتا
سالاپاروتا (به ایتالیایی: Salaparuta) یک کومونه در ایتالیا است که در استان تراپانی واقع شده‌است.

## خصوصیات
سالاپاروتا ۴۱ کیلومترمربع مساحت و ۱٬۷۸۱ نفر جمعیت دارد و ۱۷۱ متر بالاتر از سطح دریا واقع شده‌است.